# The Island of Despair
The Island of Despair é um filme de drama britânico de 1926, dirigido por Henry Edwards e estrelado por Matheson Lang, Marjorie Hume e Gordon Hopkirk. Foi baseado em uma romance de Margot Neville.

## Elenco
- Matheson Lang - Stephen Rhodes
- Marjorie Hume - Christine Vereker
- Gordon Hopkirk - Don Felipe Trevaras
- Jean Bradin - Colin Vereker
- Cyril McLaglen - Mate
- J. Fisher White - Doutor Blake